# Leszek Jażdżewski
Leszek Konrad Jażdżewski (født i 1982) er en polsk journalist og politiker, samt medstifter af, og chefredaktør for det liberale medie Liberté!. Han er derudover medstifter af Igrzysk Wolności, samt medlem af programrådet for European Forum for New Ideas.

## Offentlig aktivitet
I maj 2005 begyndte han som studerende ved Universitetet i Łódź skrivningen af et åbent brev til den daværende polske præsident Aleksander Kwaśniewski og det polske udenrigsministerium. Brevet var omhandlende præsidentens besøg i Moskva og hans deltagelse i fejringen af "60-året for sejren over fascismen". Forfatterne af brevet krævede, at præsidenten sammen med repræsentanter for andre lande, der blev inviteret til festlighederne, også skulle rejse spørgsmålet om befrielse fra stalinistisk slaveri og terror. 2.000 mennesker skrev under på brevet, heriblandt Marek Edelman, Władysław Frasyniuk og Jacek Saryusz-Wolski.
Han tilhørte Det Demokratiske Parti - demokraci.pl og dets tilhørende ungdomsparti. Han forlod partiet og ungdmspartiet i 2006, da partiet indgik en aftale med SLD og dannede en koalition mellem de to parter.
I 2007 stillede han op til valget til Sejmen på Borgerplatformens liste som uafhængig kandidat. Han endte på en 10. plads i Łódź' 9. valgkreds med 1.787 stemmer, uden at blive valgt.
I februar 2014 rapporterede han til anklagemyndigheden vedrørende tildeling af 6 millioner zloty af kulturministeren, Bogdan Zdrojewski, til opførelsen af museet for Johannes Paul II og Stefan Wyszyński ved Templet for Guddommelig Forsyning i Warszawa. Forud for rapporten havde han skrevet et åbent brev til premierminister Donald Tusk, som han postede på en blog tilhørende webstedet Tygodnik Polityka. Anklagemyndigheden afbrød efterforskningen i juni 2014.

## Personligt liv
Han er barnebarn af Konrad Jażdżewski, professor i arkæologi ved Universitetet i Łódź.